# Zeitvertreib (Nestroy)
Zeitvertreib ist eine Posse in einem Akt von Johann Nestroy, geschrieben im Jahre 1858. Das Stück wurde anonym der Zensur vorgelegt und am 21. Jänner 1862 ohne Änderungen für das Theater am Franz-Josefs-Kai zur Aufführung zugelassen; es wurde jedoch dann doch nicht gespielt.

## Inhalt
Der Hausherr Stockmauer lässt Felder und seinen Diener wegen der Mietschulden in ihrer Wohnung festhalten, bis sie bezahlen können. Auch beim Kaufmann Klettner hat Felder Schulden, was diesem den resignierten Ausruf entlockt:
„Meine Geduld hat ein End'! Was bleibt da übrig? Ich werd' mich grad neuerdings gedulden müssen.“ (Erste Szene)
Tatsächlich hat Stockmauer die beiden nur deshalb unter Hausarrest stellen lassen, damit ihm Felder nicht wieder, wie schon so oft, bei seinen Amouren dazwischen kommt. Um die schnell auftretende Langeweile zu vertreiben, beschließt Felder, per Anschlag Weißnäherinnen für ein angebliches Modengeschäft zu suchen. Bumml und er verkleiden sich als Dame und Stubenmädchen, empfangen die sieben Mädchen und versuchen, sie sowohl mit scheinbarer Flickarbeit zu beschäftigen, als auch ihnen näher zu kommen. Bumml wird allerdings bald als Mann enttarnt.
Sali: „Sich für ein Mädl ausgeben, wenn man ein Mann is! Keckheit ohnegleichen!“ (Zweiundzwanzigste Szene)
Stockmauer kommt dazu, weil er den Mädchenbesuch gesehen hat, will ein Souper arrangieren und ist ebenfalls über den „Geschlechterwandel“ – auch Felder hat sich umgezogen – überrascht und enttäuscht. Aber Bumml findet die rettenden Worte für die Situation:
„Daran hängt das Heil von Europa nicht! Da gibt's andere Fragen, die auch noch auf Lösung harren – und dann muß man bedenken, das ganze war ja nur ein – Zeitvertreib.“ (Vierundzwanzigste Szene)

## Werksgeschichte
In Constantin von Wurzbachs Werk Biographisches Lexikon des Kaiserthums Oesterreich (Band XX, 1866; S. 210) ist zur Geschichte dieses Nestroy-Werkes folgendes zu lesen:
„Eine Posse Nestroys, die bereits im Jahre 1858 von ihm geschrieben gewesen ist, hat sich in seinem Nachlasse vorgefunden. Sie führt den Titel ‚Hier werden Nähterinnen gesucht‘, war nach einer Berliner Posse, betitelt ‚Zeitvertreib‘ bearbeitet, bestand aus einer Szenenreihe von die Grenze des Zulässigen erreichenden Konflikten zwischen Offizieren und Nähterinnen und war reich mit den witzigsten Pointen ausgestattet. Bald nachdem er sie vollendet, erwachte in ihm selbst die Bedenklichkeit, sie zur Darstellung zu bringen, und schrieb er mit eigener Hand an den Rand des Manuskriptes das Todesurteil des Stückes mit den Worten: ‚Ohne Zeugen hingerichtet am 12. Januar 1858‘. Später, als er seine Gastspiele bei Treumann begann, wollte er es doch damit versuchen, und hatte es für jenes im Jahre 1862 bestimmt. Da stieg ihm aber das Bedenken auf, daß die für ihn geschriebene jugendliche Frauenrolle auf sein vorgerücktes Alter denn doch nicht mehr geeignet sei, und so unterblieb aus diesem Grunde die Aufführung. Da es bereits der Direktion des Kai-Theaters übergeben war, so sprach er nur noch den Wunsch aus, daß dieses Stück überhaupt gar nicht zur Aufführung kommen möge, und infolgedessen wurde es durch Nestroys Erben von der Direktion des Kai-Theaters zurückverlangt und befindet sich zur Zeit im Besitze der Erben, welche beschlossen haben, dem Wunsche des Verblichenen gemäß, das Stück nicht zur Aufführung gelangen zu lassen.“
Auch Leopold Rosner schrieb 1893 in seiner Abhandlung Johann Nestroy in seinen Briefen, der Dichter habe dieses sein „letztes“ Stück nicht zur Aufführung bringen lassen, weil er es „zu lasziv“ gefunden habe. Auch habe Nestroy testamentarisch verfügt, dass dieses Stück niemals aufgeführt werden dürfe.
Dies alles ist allerdings eine Legende: Es gibt keinen Vermerk auf dem vorhandenen Manuskript und keine derartige Bestimmung im Testament. Tatsächlich könnte sein Alter für Nestroy ein Grund gewesen sein, das Stück 1862 nicht aufführen zu lassen – er selbst sollte den Bumml, Karl Treumann den Felder und Alois Grois den Stockmann spielen – und Rücksichtnahme auf die Familie wäre ebenfalls möglich gewesen.
Die Quelle konnte bisher nicht verbindlich eruiert werden, eine Berliner Posse ist möglich, wie auch Otto Rommel angibt. Ein Werk von C. F. Stix Hier werden Nähterinnen gesucht könnte dieselbe Vorlage gehabt haben, es handelte sich dabei allerdings nur um eine witzlose Thaddädliade.
Ein titelloses, 23 Bogen starkes Originalmanuskript, mit dem Vermerk zwey Acte, gestrichen und durch ein Act ersetzt, ist erhalten; ebenso ein Titelblatt, auf dessen Rückseite Anmerkungen zu Häuptling Abendwind stehen. Das Manuskript enthält eigenhändige Vorzensur-Änderungen mit roter Tinte.